# Graphocephala coccinea

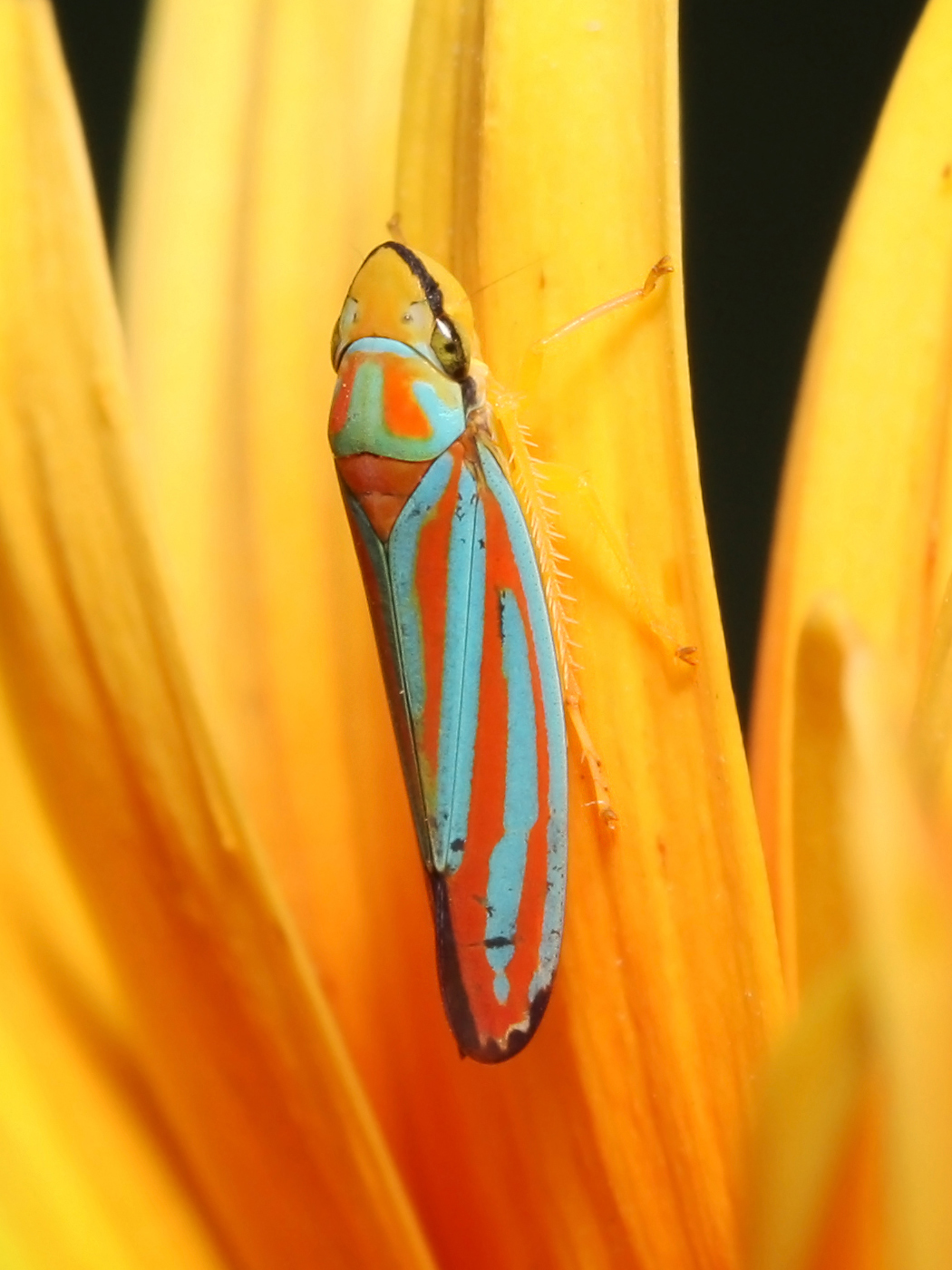

Graphocephala coccinea  (лат.) — вид цикадок из подсемейства Cicadellinae (Cicadellini). Северная Америка (Канада, США, Мексика), Центральная Америка (Панама, Коста-Рика, Никарагуа)
.

## Описание
Мелкие насекомые, длина 6—8 мм. Надкрылья имеют яркую окраску из чередующихся синих и оранжевых полос. Голова и ноги жёлтые. Питаются соками растений. Вид был описан в 1771 году немецким энтомологом Иоганном Рейнгольдом Форстером (Johann Reinhold Forster).
Служат вектором переноса некоторых бактерий (например, Xylella fastidiosa, вызывающая болезнь растений «Pierce’s disease»), отрицательно влияющих на такие деревья, как вяз, дуб и на различные декоративные растения.